# The Complete Fantasy Recordings
The Complete Fantasy Recordings est un coffret de 9 cd du pianiste de jazz Bill Evans paru en 1989 réunissant 98 morceaux tirés des albums du musicien édité par le label Fantasy Records.
Le coffret est accompagné d'un livret de 32 pages contenant un essai de Gene Lees et des notes sur les sessions par Helen Keane.
Ce coffret réunit (avec parfois des prises alternatives inédites, voire des titres inédits)
Trio
- 1973-1974. From The 70's
- 1973-1975. Eloquence
- 1973. The Tokyo Concert[1]
- 1974. Since We Met
- 1974. Re : Person I Knew
- 1974. Intuition
- 1975. Alone (Again)
- 1975. The Tony Bennett: Bill Evans Album
- 1976. The Paris Concert[2]
- 1976. Quintessence
- 1976. Montreux III
- 1977. I Will Say Goodbye
- 1977. Crosscurrents
- 1978. Marian McPartland's piano jazz interview

Il est à noter qu'il ne s'agit pas d'une « véritable » intégrale : certains morceaux présents aujourd'hui en « bonus tracks » sur des rééditions récentes des albums cités sont manquants. Manquent aussi les sessions Milestone et Improv qui ont été rééditées récemment sous le label Fantasy Records